# دهستان سفیدسنگ
سفیدسنگ، دهستانی از توابع بخش قلندرآباد شهرستان فریمان در استان خراسان رضوی است.

## جمعیت
جمعیت این دهستان بر اساس سرشماری سال ۱۳۸۵ جمعیت آن (۶۲۷ خانوار) ۲۷۲۵ نفر
می‌باشد.